# Crepis sancta
La radicchiella di Terrasanta (nome scientifico  Crepis sancta   (L.) Bornm, 1913) è una pianta angiosperma dicotiledone della famiglia delle Asteraceae.

## Etimologia
L'etimologia del nome generico (Crepis) non è molto chiara. In latino Crèpìs significa pantofola, sandalo e i frutti, di alcune specie di questo genere, sono strozzati nella parte mediana ricordando così (molto vagamente) questo tipo di calzare. Inoltre lo stesso vocabolo nell'antica Grecia indicava il legno di Sandalo.. L'epiteto specifico (sancta) significa "santo, sacro, casto".
Il nome scientifico della specie è stato definito dai botanici Carl Linnaeus (1707-1778)  e Joseph Friedrich Nicolaus Bornmüller (1862-1948) nella pubblicazione "Mittheilungen des Thüringischen Botanischen Vereins" (Mitth. Thüring. Bot. Vereins 30: 79.) del 1913. In altre checklist il botanico indicato è Ernest Brown Babcock (1877-1954) con la pubblicazione "University of California Publications in Botany. Berkeley, CA" (Univ. Calif. Publ. Bot. 19: 403) del 1941.

## Descrizione

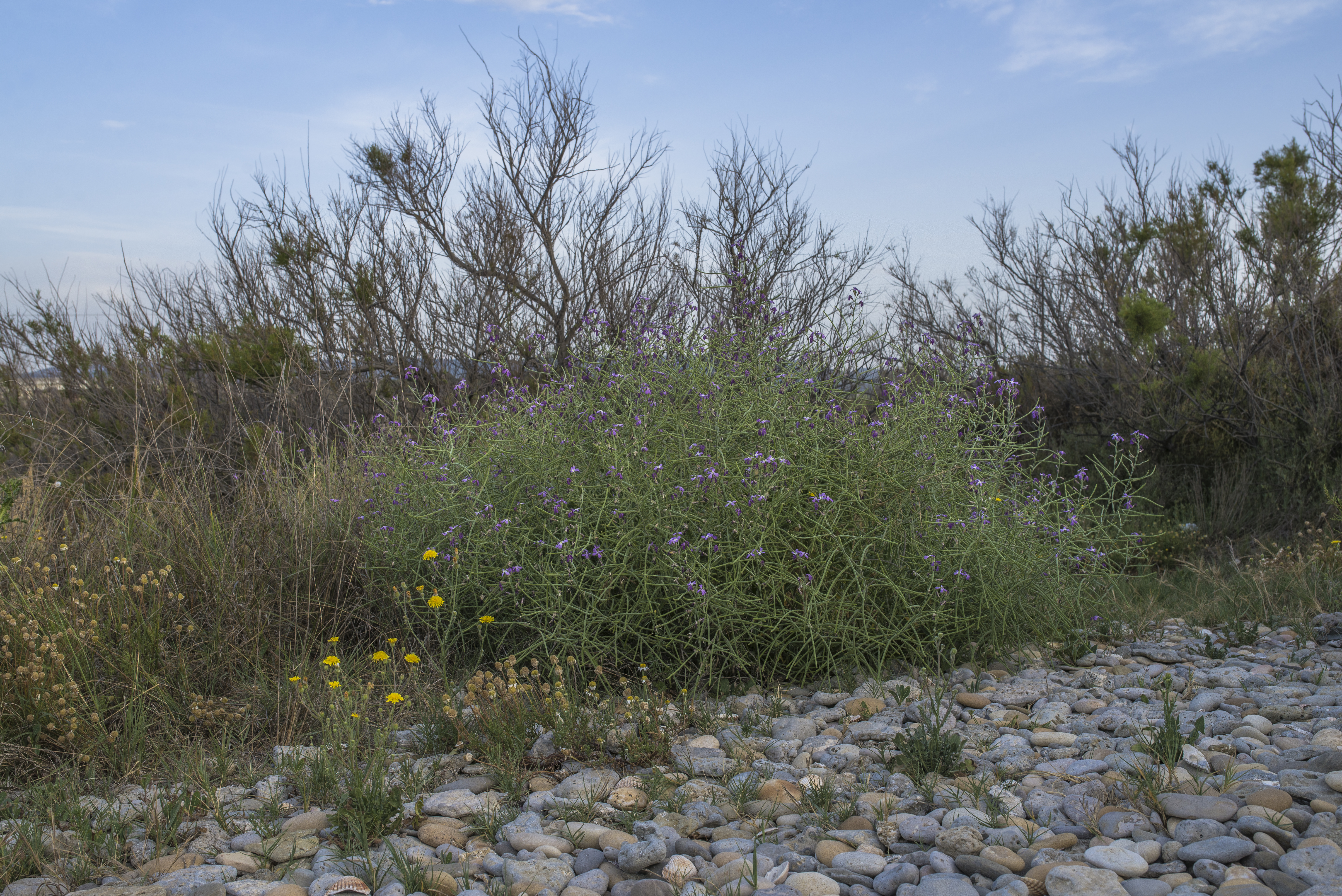
Il portamento

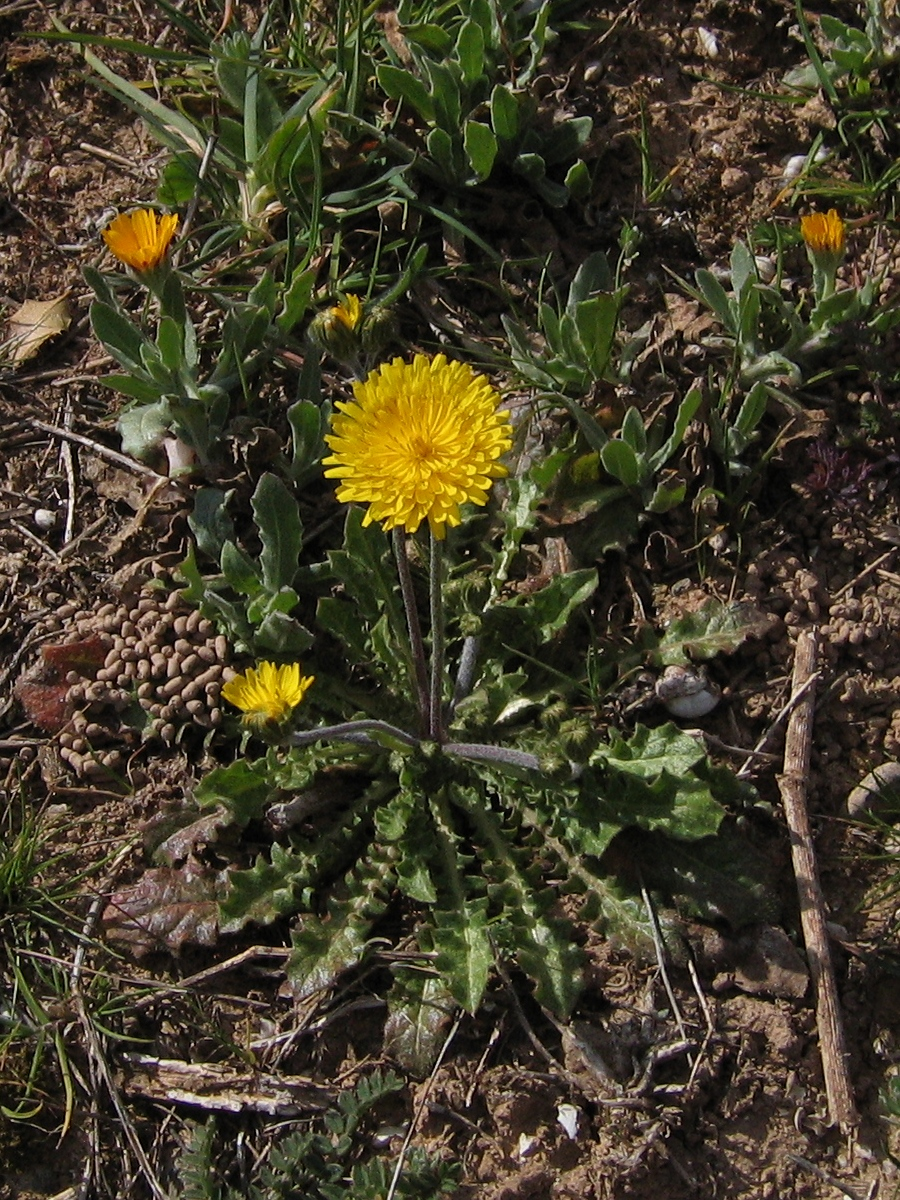
Le foglie

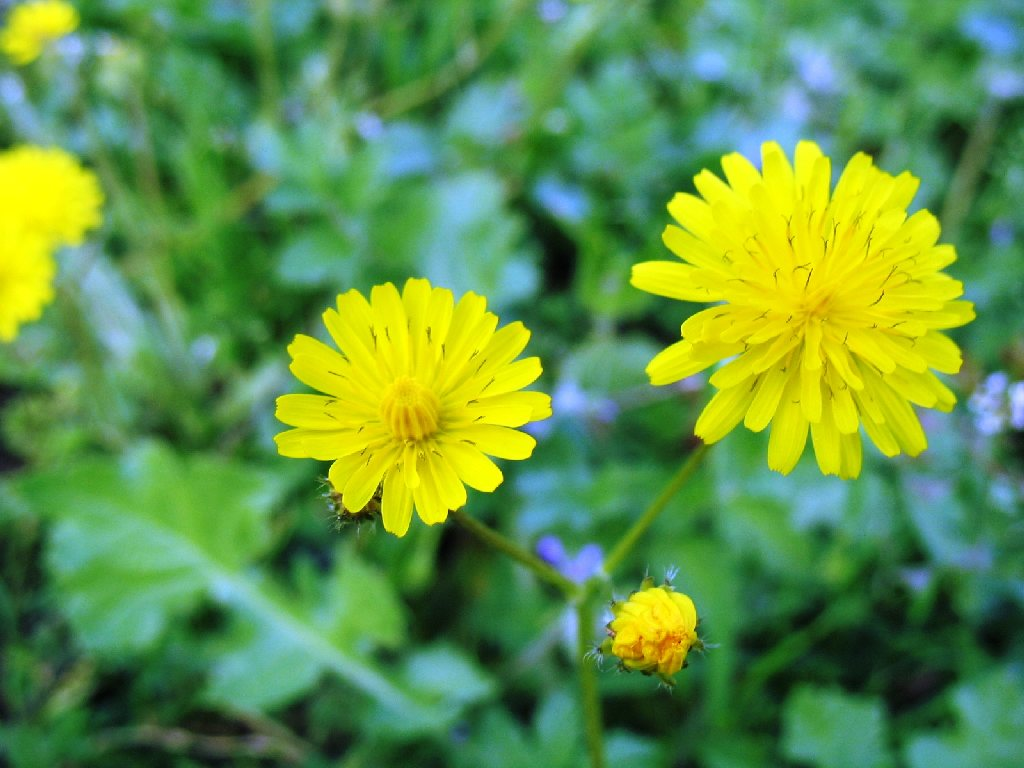
Infiorescenza

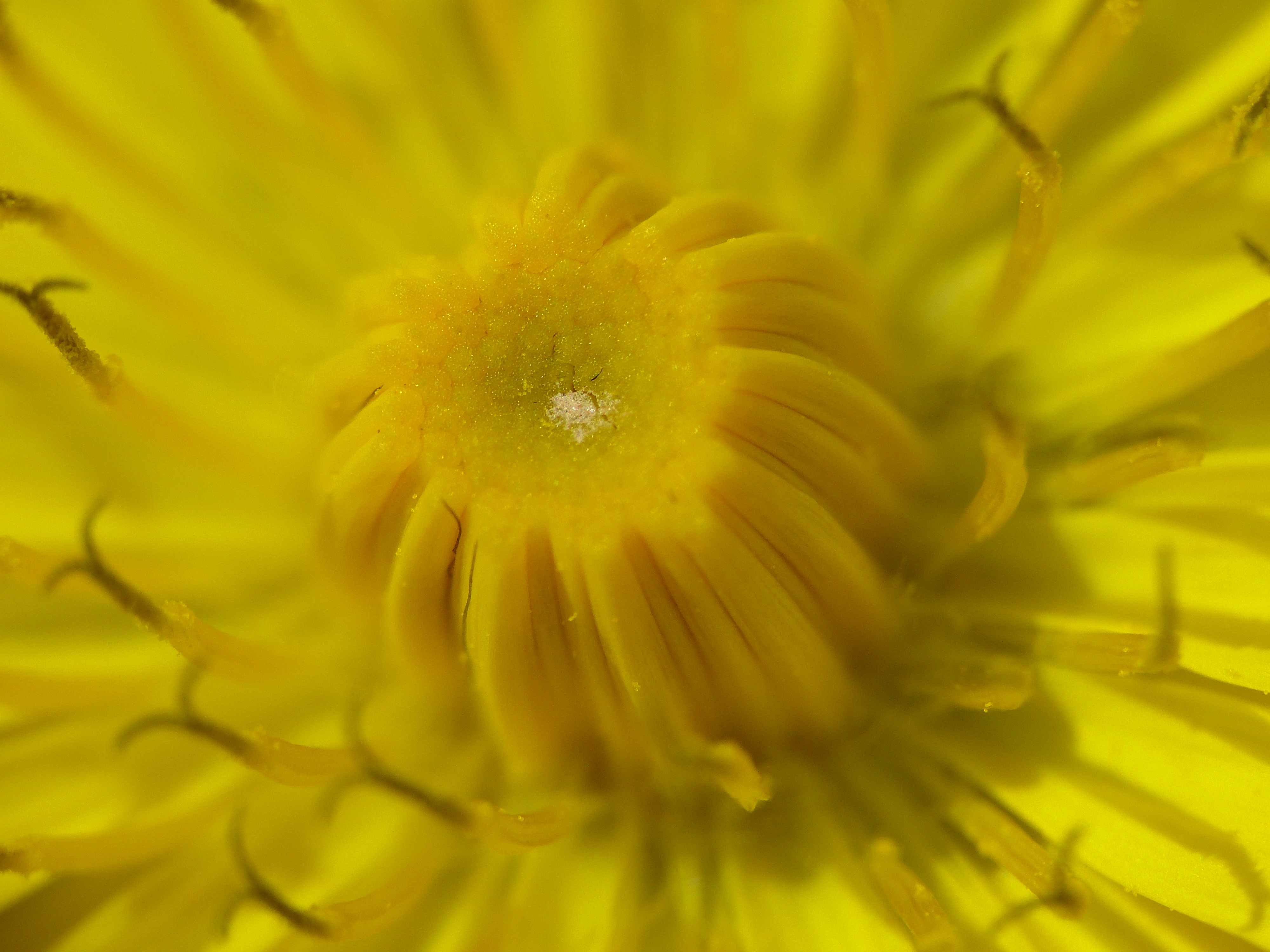
I fiori

Habitus. La pianta di questa specie è una erbacea annuale. Le forma biologica è terofite scapose (T scap), ossia in generale sono piante erbacee che differiscono dalle altre forme biologiche poiché, essendo annuali, superano la stagione avversa sotto forma di seme e sono munite di asse fiorale eretto e spesso privo di foglie. Gli steli contengono abbondante latice amaro.
Fusto. I fusti di queste piante sono scaposi, eretti semplici (poco frondosi) o ramosi alla base; possono essere solcati e ghiandolari. Se è presente una parte sotterranea, questa può essere fibrosa o legnosa. La superficie è pubescente (o subglabra). Le radici possono essere del tipo a fittone o secondarie da rizoma. L'altezza media delle piante varia da 5 a 20 cm (massimo 80 cm).
Foglie. Le foglie si dividono in basali (in rosette) e cauline.
- Foglie basali: le foglie radicali sono sempre presenti e formano una rosetta basale; generalmente sono picciolate e sono a lamina intera ed eventualmente con il bordo dentellato o seghettato, ma si possono anche avere individui con foglie di tipo pennatopartite con lobi runcinati. La forma in generale può essere oblanceolato-spatolata. Dimensione delle foglie: larghezza 0,5 – 2 cm; lunghezza 2 – 10 cm.
- Foglie cauline: le foglie cauline, se sono presenti, sono progressivamente più piccole, quasi squamiformi. Le foglie lungo il caule sono disposte in modo alterno.

Infiorescenza. L'infiorescenza è formata da 2 - 10 capolini peduncolati, eretti in formazioni corimbose. Ogni capolino è formato da un peduncolo che sorregge un involucro più o meno cilindrico (o campanulato) formato da 2 serie di brattee o squame disposte in modo embricato e scalato, che fanno da protezione al ricettacolo sul quale s'inseriscono i fiori ligulati. La forma delle brattee, disuguali fra le due serie (quelle interne sono più lunghe), può essere da lanceolata a lineare con margini continui e scariosi; la superficie può essere glabra, tomentosa o setosa. Il ricettacolo è piano e provvisto di squame o setole rigide. Dimensione dell'involucro: larghezza 5 – 7 mm; lunghezza 8 –11 mm. Dimensioni dell'infiorescenza: 15 – 22 mm.
Fiori. I fiori (30 - 60 per capolino), tutti ligulati, sono tetra-ciclici (ossia sono presenti 4 verticilli: calice – corolla – androceo – gineceo) e pentameri (ogni verticillo ha in genere 5 elementi). I fiori sono ermafroditi, fertili e zigomorfi.
- Formula fiorale:

*/x K {\displaystyle \infty }, [C (5), A (5)], G 2 (infero), achenio
- Calice: i sepali del calice sono ridotti ad una coroncina di squame.
- Corolla: le corolle sono formate da una ligula terminante con 5 denti (è la parte finale dei cinque petali saldati fra di loro). Il colore dei fiori è in prevalenza giallo con sfumature rossastre. La superficie può essere sia pubescente (lanosa all'apice) che glabra. Lunghezza dei fiori: 8 – 12 mm.
- Androceo: gli stami sono 5 con filamenti liberi e distinti, mentre le antere sono saldate in un manicotto (o tubo) circondante lo stilo.[14] Le antere alla base sono prive di codette. Il polline è tricolporato.[15]
- Gineceo: lo stilo è filiforme. Gli stigmi dello stilo sono due divergenti e ricurvi con la superficie stigmatica posizionata internamente (vicino alla base).[16] L'ovario è infero uniloculare formato da 2 carpelli.
- Fioritura: da aprile a maggio.

Frutti. I frutti sono degli acheni con pappo. Il frutto consiste in un achenio, cilindrico o fusiforme (non compresso), con varie coste (da 10 a 20), con la superficie trasversalmente tubercolata e sormontato da un corto becco (può essere assente). Il pappo è soffice (ma tenace) formato da peli semplici (non ramificati) di colore generalmente bianco (o bianco sporco quasi giallastro) disposti su più serie. In uno stesso capolino i frutti possono essere monomorfici (tutti uguali) oppure dimorfi (generalmente quelli esterni differiscono da quelli interni per la presenza di tre ali). Dimensione degli acheni: 5 – 7 mm.

## Biologia
- Impollinazione: l'impollinazione avviene tramite insetti (impollinazione entomogama tramite farfalle diurne e notturne).
- Riproduzione: la fecondazione avviene fondamentalmente tramite l'impollinazione dei fiori (vedi sopra).
- Dispersione: i semi (gli acheni) cadendo a terra sono successivamente dispersi soprattutto da insetti tipo formiche (disseminazione mirmecoria). In questo tipo di piante avviene anche un altro tipo di dispersione: zoocoria. Infatti gli uncini delle brattee dell'involucro si agganciano ai peli degli animali di passaggio disperdendo così anche su lunghe distanze i semi della pianta.

## Distribuzione e habitat

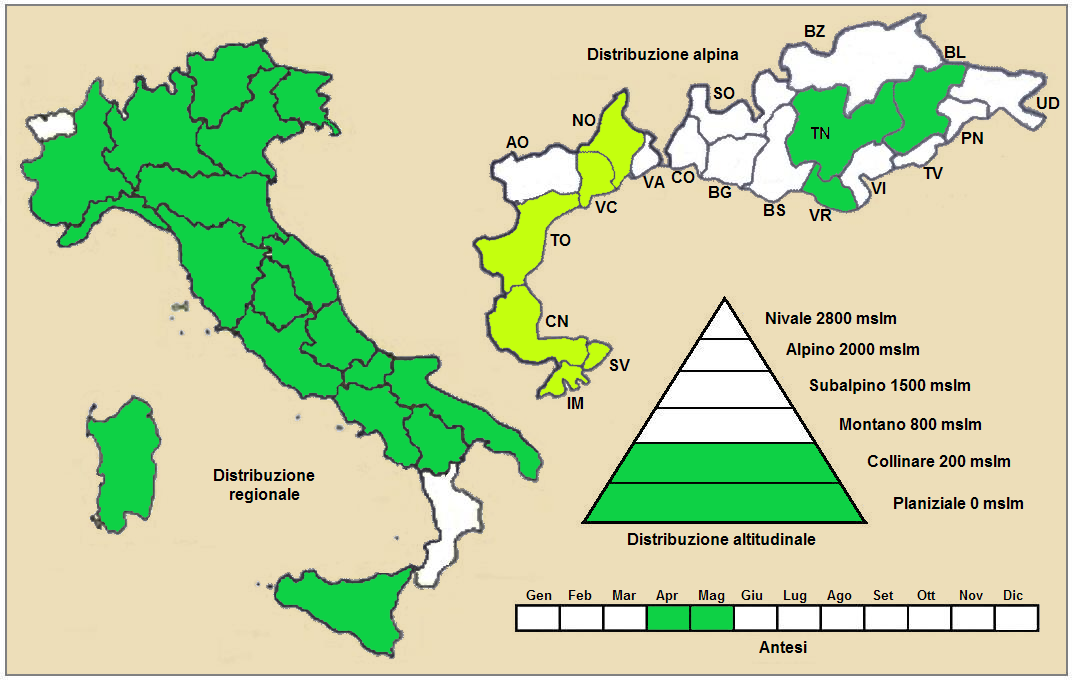
Distribuzione della pianta (Distribuzione regionale – Distribuzione alpina)

- Geoelemento: il tipo corologico (area di origine) è Sud Est Europeo; ma anche Mediterraneo / Ovest Asiatico.
- Distribuzione: in Italia questa specie si trova più o meno su tutto il territorio. Fuori dall'Italia, sempre nelle Alpi, questa specie si trova in Francia e in Svizzera. Sugli altri rilievi collegati alle Alpi è presente nel Massiccio del Giura e Massiccio Centrale.[18] Nel resto dell'Europa e dell'areale del Mediterraneo si trova in: Europa (escluso il Nord), Anatolia, Transcaucasia, Asia mediterranea (fino all'Iran e penisola Arabica) e Africa (Egitto).[2]
- Habitat: l'habitat preferito per queste piante sono gli incolti, i pascoli aridi e le aree ruderali (è una specie in espansione). Il substrato preferito è calcareo ma anche siliceo con pH neutro, alti valori nutrizionali del terreno che deve essere arido.
- Distribuzione altitudinale: sui rilievi, in Italia, queste piante si possono trovare fino a 1.000 m s.l.m.; nelle Alpi frequentano quindi i seguenti piani vegetazionali: collinare (oltre a quello planiziale).

### Fitosociologia

#### Areale alpino
Dal punto di vista fitosociologico alpino Crepis sancta appartiene alla seguente comunità vegetale:
Formazione: delle comunità terofiche pioniere nitrofile
Classe: Stellarietea mediae

#### Areale italiano
Per l'areale completo italiano questa specie appartiene alla seguente comunità vegetale:
Macrotipologia: vegetazione erbacea sinantropica, ruderale e megaforbieti
Subclasse: Chenopodio-Stellarienea Rivas Goday, 1956
Ordine: Sisymbrietalia officinalis J. Tüxen ex W. Matuszkiewicz, 1962
Alleanza: Securigero securidacae–Dasypyrion villosi Cano-Ortiz, Biondi & Cano, 2015
Descrizione. L'alleanza Securigero securidacae–Dasypyrion villosi è relativa alle comunità erbacee nitrofile sviluppate su suoli ad elevata quantità di materiale organico (e azoto) e caratterizzate da densa copertura e consistente biomassa. La distribuzione delle specie di questa alleanza è nel Mediterraneo con climi temperati. In Italia questa cenosi è frequente soprattutto nelle regioni centro-meridionali.
Specie presenti nell'associazione: Dasypyrum villosum, Leontodon taraxacoides, Bromus rigidus, Securigera securidaca, Crepis sancta, Centaurea napifolia,  Bromus erectus, Cerastium ligusticum, Picris hieracioides e Vulpia ligustica.

## Tassonomia
La famiglia di appartenenza di questa voce (Asteraceae o Compositae, nomen conservandum) probabilmente originaria del Sud America, è la più numerosa del mondo vegetale, comprende oltre 23.000 specie distribuite su 1.535 generi, oppure 22.750 specie e 1.530 generi secondo altre fonti (una delle checklist più aggiornata elenca fino a 1.679 generi). La famiglia attualmente (2021) è divisa in 16 sottofamiglie.

### Filogenesi
Il genere di questa voce appartiene alla sottotribù Crepidinae della tribù Cichorieae (unica tribù della sottofamiglia Cichorioideae). In base ai dati filogenetici la sottofamiglia Cichorioideae è il terz'ultimo gruppo che si è separato dal nucleo delle Asteraceae (gli ultimi due sono Corymbioideae e Asteroideae). La sottotribù Crepidinae fa parte del "quarto" clade della tribù; in questo clade è in posizione "centrale" vicina alle sottotribù Chondrillinae e Hypochaeridinae.
La sottotribù è divisa in due gruppi principali uno a predominanza asiatica e l'altro di origine mediterranea/euroasiatica. Da un punto di vista filogenetico, all'interno della sottotribù, sono stati individuati 5 subcladi. Il genere di questa voce appartiene al subclade denominato "Crepis-Lapsana-Rhagadiolus clade", composto dai generi Crepis L., 1753, Lapsana L., 1753 e Rhagadiolus Juss., 1789. Dalle analisi Crepis risulta parafiletico (per cui la sua circoscrizione è provvisoria).
Nella "Flora d'Italia" le specie italiane di Crepis sono suddivise in 4 gruppi e 12 sezioni in base alla morfologia degli acheni, dell'involucro e altri caratteri (questa suddivisione fatta per scopi pratici non ha valore tassonomico). La specie di questa voce appartiene al Gruppo 1 (gli acheni sono decisamente dimorfi) e alla Sezione C (il colore dei fiori è giallo; il ricettacolo è provvisto di squame o setole rigide).
I caratteri distintivi per la specie di questa voce sono:
- il ricettacolo è provvisto di squame o setole rigide;
- il colore dei fiori è in prevalenza giallo con sfumature rossastre;
- gli acheni sono dimorfi.

Il numero cromosomico della specie è: 2n = 12.

### Sottospecie
Per questa specie sono indicate le seguenti sottospecie:
- Crepis sancta subsp. falconeri (Hook.f.) Rech.f. - Distribuzione: Afghanistan e Pakistan.
- Crepis sancta subsp. iranica  Rech.f. - Distribuzione: Afghanistan e Iran.
- Crepis sancta subsp. sancta (è la stirpe principale).

Altre checklist indicano anche le seguenti sottospecie:
- Crepis sancta subsp.azerbaijanica Rech. f. - Distribuzione: Iran e Iraq.
- Crepis sancta subsp. falconeri (Hook. f.) Rech. f. - Distribuzione: Afghanistan e Pakistan.
- Crepis sancta subsp. iranica Rech. f. - Distribuzione: Iran, Afghanistan e Pakistan.
- Crepis sancta subsp. nemausensis (P. Fourn.) Babc. - Distribuzione: Europa (compresa Italia) e Asia mediterranea
- Crepis sancta subsp. obovata (Boiss. & Noë ) Babc.   - Distribuzione: Egitto, Anatolia, Transcaucasia, Asia mediterranea, Iran e Kazakistan
- Crepis sancta subsp. sancta - Distribuzione: Anatolia, Transcaucasia, Asia mediterranea, Iran e Turkestan

Nella "Flora d'Italia" è indicata come presente in Italia la subsp. nemausensis (P. Fourn) Babc..

### Sinonimi
Sono elencati alcuni sinonimi per questa entità:
- Hieracium sanctum L.
- Lagoseris sancta  (L.) K.Malý
- Pterotheca sancta  (L.) K.Koch